# Annopol (Kalisz)
Pour les articles homonymes, voir Annopol (homonymie).
Annopol est une localité polonaise de la gmina de Lisków, située dans le powiat de Kalisz en voïvodie de Grande-Pologne.